# 난화구

난화 구의 위치

난화구(한국어: 남화구, 중국어: 南化區, 병음: Nánhuà Qū)는 중화민국 타이난시의 시할구이다. 넓이는 171.5198 km2이고, 인구는 2015년 8월 기준으로 8,940명이다.

## 지리
난화 향은 타이난시 동부에 위치하고 북쪽은 자이 현 다푸 향, 동쪽은 가오슝시 나마샤 구, 네이먼 구, 자셴 구, 산린 구와, 서쪽은 난시 구, 위징 구와, 남쪽은 쭤전 구와 접하고 있다. 지형은 산악 지대에 위치하고 있기 때문에 평지가 적다. 향내에는 난화 댐, 징몐 댐이 있다.

## 역사
난화 구의 옛 이름은 남장(南庄)으로, 청대 옹정, 건륭 연간부터 한족의 이주가 시작되었다. 가구가 형성되면서 내신화남리(内新化南里)에 귀속되었고 동치 연간에는 따로 남장가(南庄街)가 형성되었다. 1915년의 타파니 사건은 난쇼 출장소에서 시작되어, 혼란은 다마이, 난세이, 사친 등의 산간의 취락을 중심으로 1년 5개월에 걸쳐서 계속되었다. 1920년의 타이완 지방제 개편 때 남장가 및 신화남리를 아울러 난카(南化)라고 개칭해, 다이난 주 신카 군의 관할로 했다. 전후에는 타이난시 난화 향으로 고쳐져 현재에 이르고 있다.